# Karin Bodland
Karin Henrietta Bodland Johnson född 7 juli 1944, är en svensk målare, teckningslärare, intendent och författare.
Bodland var intendent vid Lars Lerins konsthall Sandgrund i Karlstad, teckningslärare vid Karlstads universitet och studieorganisatör i Värmlands konstförening.